# Vítkův hrádek (okres Jindřichův Hradec)
Vítkův hrádek je zřícenina hradu u obce Blažejov v okrese Jindřichův Hradec. Nachází se na ostrožně severně od vesnice na pravém břehu Hamerského potoka v nadmořské výšce 510 m. Dochovaly se z něj terénní relikty a drobné zbytky zdí. Od roku 1963 je chráněn jako kulturní památka.

## Historie
Zakladateli hradu byli v první polovině 13. století páni z Hradce a za konkrétního stavitele hradu bývá považován Vítek z Hradce, který ho v roce 1267 věnoval řádu německých rytířů z Jindřichova Hradce. Ti ho vlastnili pravděpodobně až do počátku 15. století. August Sedláček za posledního majitele považoval Sezemu z Chotěnic zmiňovaného v roce 1416. V roce 1458 byl hrad již pustý.

## Stavební podoba
Hrad patří k nejstarším českým šlechtickým hradům a jeho podoba vycházela pravděpodobně z rakouských vzorů. Půdorys jednodílného hradu měl trojúhelníkový tvar. Hradní jádro opevněné hradbou chránil proti zbytku ostrožny zdvojený příkop a val. Před hradbou se nacházela berma nebo parkán. Obytný palác byl přiložen k čelní hradbě a dnes je zasypán troskami. Část jeho zdiva byla postavena technikou opus spicatum. Podobu jihozápadního cípu jádra neznáme.

## Přístup
Pozůstatky hradu jsou volně přístupné odbočkou z červeně značené turistické trasy, která vede údolím Hamerského potoka z Malého Ratmírova do Jindřichova Hradce.

## Galerie

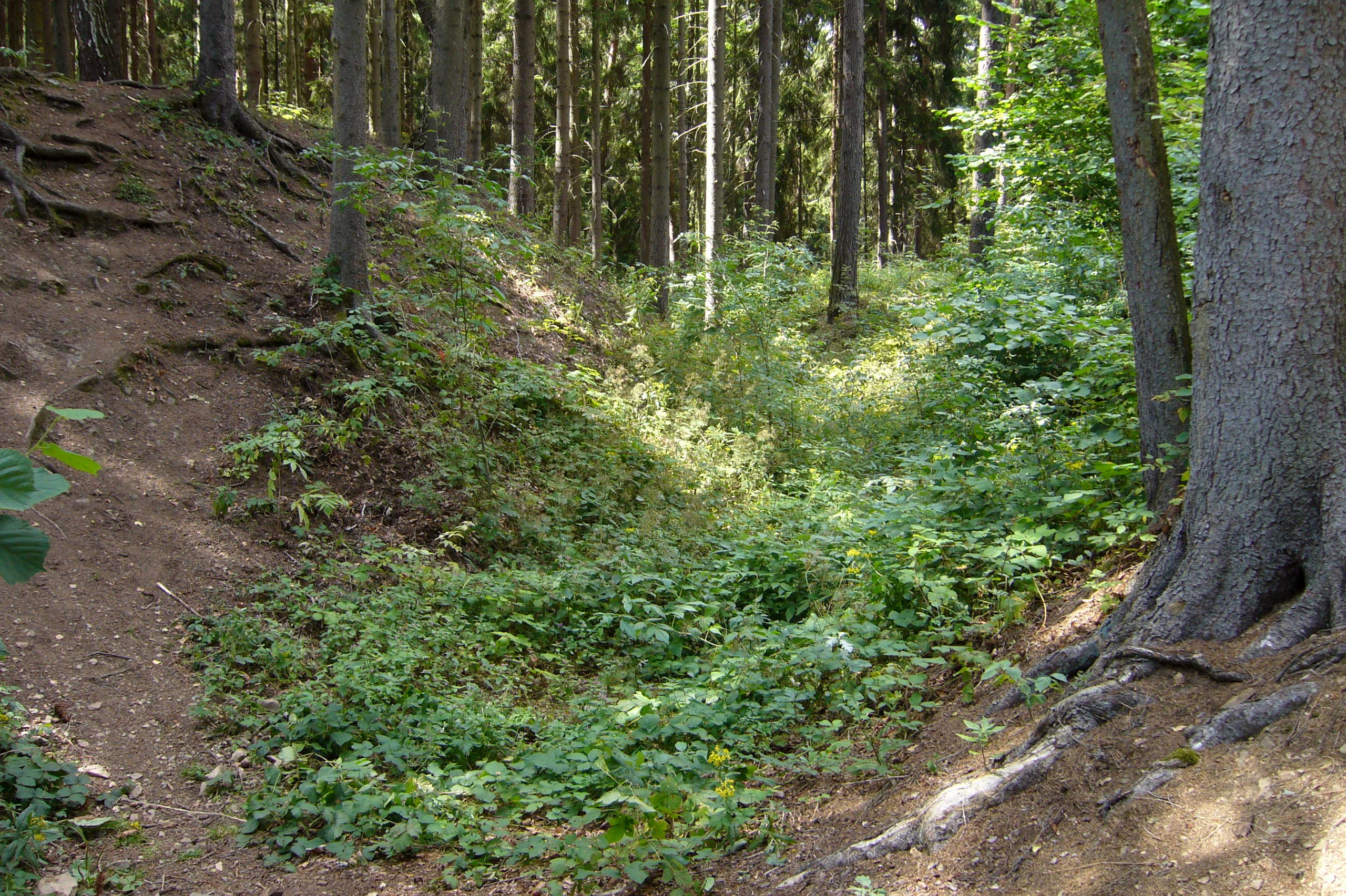
Příkop
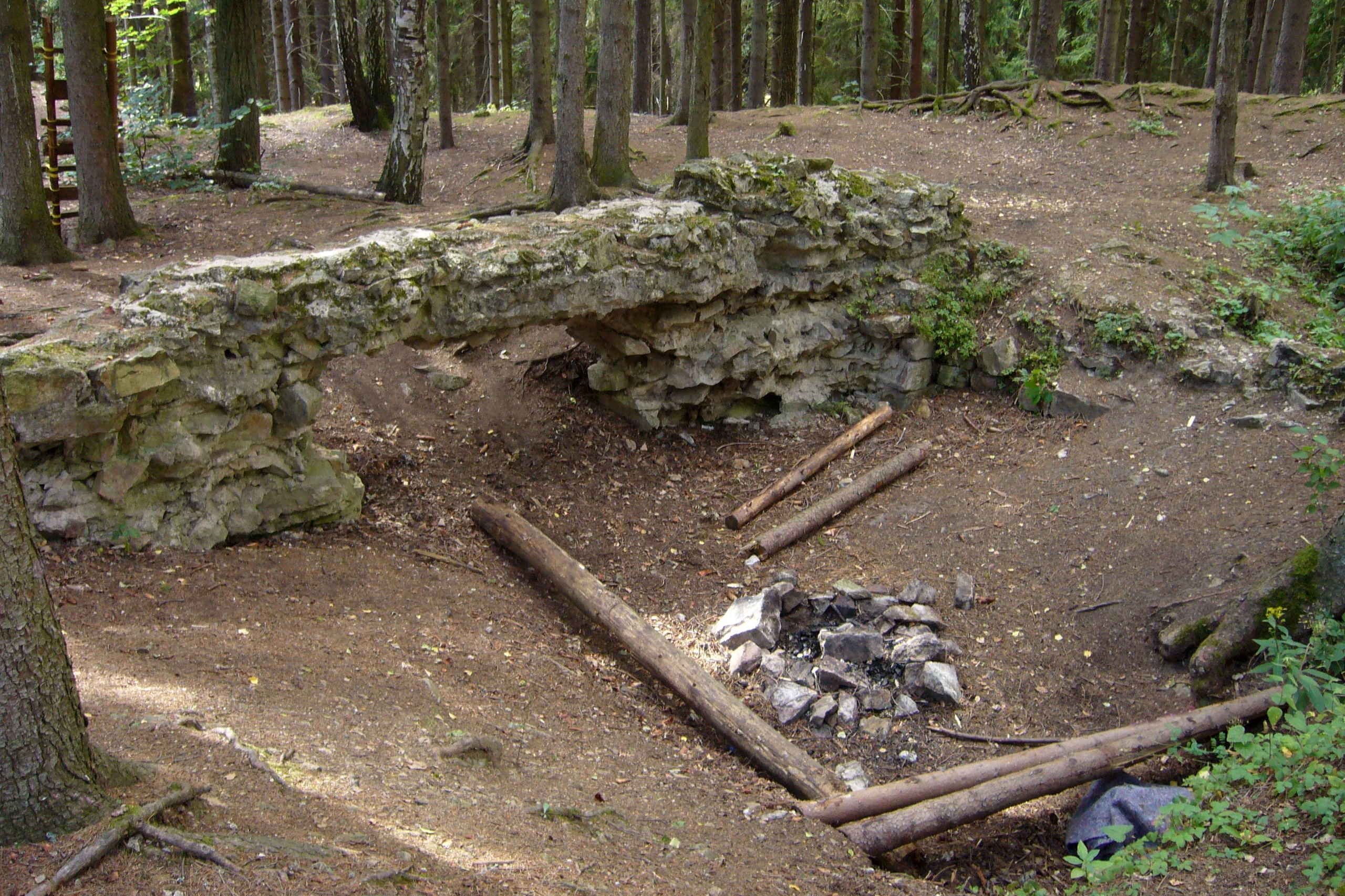
Vnitřní strana nádvorní palácové zdi
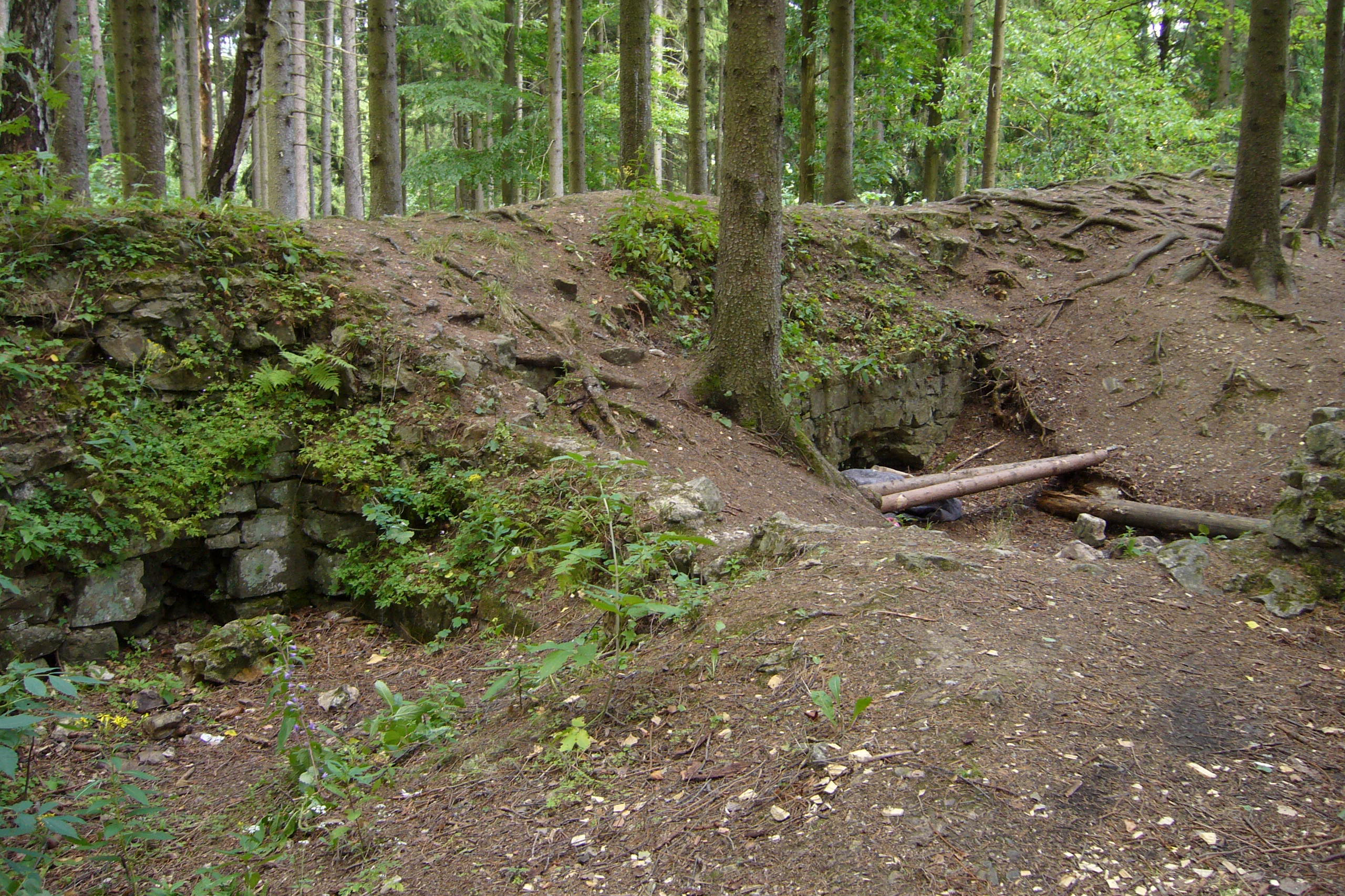
Vnitřní prostor paláce
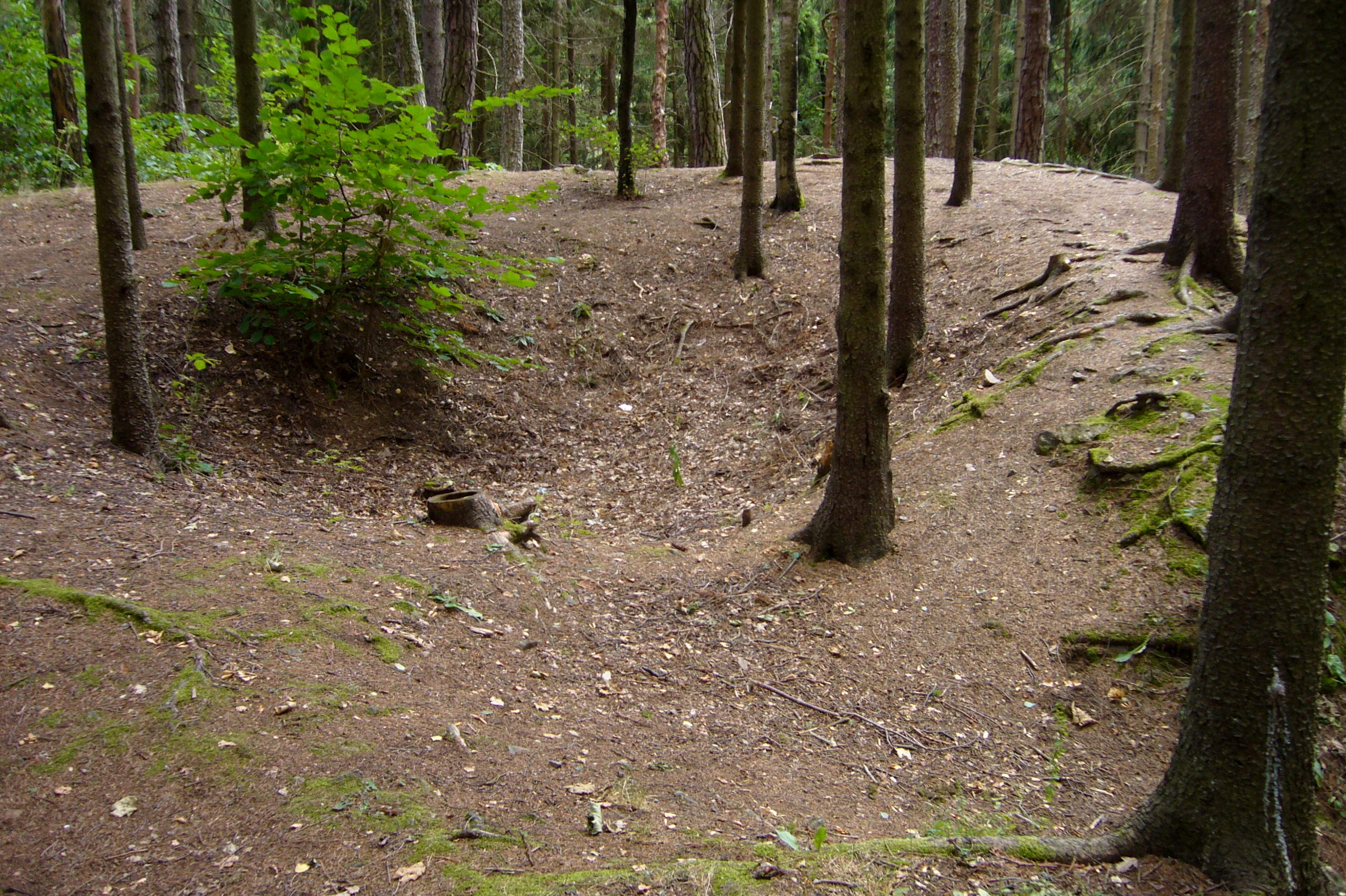
Prohlubeň v jihozápadní části jádra